# Franco Giulio Brambilla
Franco Giulio Brambilla (Missaglia, 30 giugno 1949) è un vescovo cattolico e teologo italiano, dal 24 novembre 2011 vescovo di Novara.

## Biografia
Nasce a Missaglia, in provincia di Lecco e arcidiocesi di Milano, il 30 giugno 1949.

### Formazione e ministero sacerdotale
Studia nei seminari arcivescovili milanesi.
Nel 1975 ottiene il baccalaureato presso il seminario di Venegono Inferiore, con una tesi intitolata La cristologia di K. Rahner.
Il 7 giugno 1975 è ordinato presbitero, nella cattedrale di Milano, dal cardinale arcivescovo Giovanni Colombo.
Subito dopo l'ordinazione è inviato a Roma presso il Pontificio seminario lombardo; consegue, nel 1977, la licenza presso la Pontificia Università Gregoriana con La teologia della croce in H. Urs von Balthasar e nel 1985, la laurea in teologia sistematica, discutendo la tesi sull'argomento La cristologia di E. Schillebeeckx.
Dal 1978 al 1985 è docente di sacra scrittura, teologia spirituale e antropologia teologica nel seminario di Seveso e, dal 1984, docente di cristologia e antropologia teologica presso la Facoltà teologica dell'Italia settentrionale e nella Sezione parallela di Venegono Inferiore; di quest'ultima ricopre il ruolo di direttore dal 1993 al 2003. Dal 2006 al 2012 è preside della Facoltà teologica dell'Italia settentrionale.
Nell'ottobre 2006 tiene la relazione introduttiva sui fondamenti teologico-pastorali al IV convegno ecclesiale nazionale "Testimoni di Gesù Risorto, speranza del mondo" svoltosi a Verona.

### Ministero episcopale
Il 13 luglio 2007 papa Benedetto XVI lo nomina vescovo ausiliare di Milano e vescovo titolare di Tullia. Il 23 settembre dello stesso anno riceve l'ordinazione episcopale, assieme al vescovo Mario Delpini (poi arcivescovo), già suo compagno di ordinazione presbiterale, nella cattedrale di Milano, dal cardinale Dionigi Tettamanzi, co-consacranti l'arcivescovo Francesco Coccopalmerio (poi cardinale) e i vescovi Marco Ferrari, Renato Corti (poi cardinale) e Giuseppe Betori (poi arcivescovo e cardinale).
Il 24 novembre 2011 papa Benedetto XVI lo nomina vescovo di Novara; succede a Renato Corti, dimessosi per raggiunti limiti di età. Il 23 gennaio 2012 prende possesso della diocesi, mentre il 5 febbraio compie l'ingresso ufficiale.
Il 7 giugno 2014, durante la veglia di Pentecoste, apre ufficialmente, nella cattedrale di Novara, il XXI sinodo diocesano, concludendolo il 29 settembre 2017 con una solenne celebrazione eucaristica nel santuario del Santissimo Crocifisso di Boca e con l'approvazione definitiva del libro del sinodo (Lyber Synodalis), accompagnato dalla lettera pastorale Chiesa di Pietre Vive.
Il 20 maggio 2015 è eletto vicepresidente per l'Italia settentrionale della Conferenza Episcopale Italiana, succedendo all'arcivescovo Cesare Nosiglia; ricopre l'incarico fino al 25 maggio 2021. È nominato membro del sinodo ordinario sulla famiglia dell'ottobre 2015. Il 23 maggio 2017 è il secondo candidato più votato nella terna di nomi per l'elezione a presidente della CEI presentata a papa Francesco, il quale però sceglie come nuovo presidente il cardinale Gualtiero Bassetti.
Il 26 maggio 2021 la Conferenza Episcopale Italiana, riunita in Assemblea generale, lo elegge presidente della Commissione episcopale per la dottrina della fede, l'annuncio e la catechesi.
Dimissionario per raggiunti limiti di età dal 30 giugno 2024, il 3 settembre dello stesso anno rende noto che papa Francesco, con una lettera datata 24 agosto, ha prorogato di due anni il suo ministero episcopale a Novara.

## Genealogia episcopale
La genealogia episcopale è:
- Cardinale Scipione Rebiba
- Cardinale Giulio Antonio Santori
- Cardinale Girolamo Bernerio, O.P.
- Arcivescovo Galeazzo Sanvitale
- Cardinale Ludovico Ludovisi
- Cardinale Luigi Caetani
- Cardinale Ulderico Carpegna
- Cardinale Paluzzo Paluzzi Altieri degli Albertoni
- Papa Benedetto XIII
- Papa Benedetto XIV
- Papa Clemente XIII
- Cardinale Enrico Benedetto Stuart
- Papa Leone XII
- Cardinale Chiarissimo Falconieri Mellini
- Cardinale Camillo Di Pietro
- Cardinale Mieczysław Halka Ledóchowski
- Cardinale Jan Maurycy Paweł Puzyna de Kosielsko
- Arcivescovo Józef Bilczewski
- Arcivescovo Bolesław Twardowski
- Arcivescovo Eugeniusz Baziak
- Papa Giovanni Paolo II
- Cardinale Carlo Maria Martini, S.I.
- Cardinale Dionigi Tettamanzi
- Vescovo Franco Giulio Brambilla

## Araldica
| Stemma | Blasonatura |
| ------ | --- |
|        | Interzato in mantello: nel 1° d'azzurro alla rosa canina d'oro, nel 2° d'azzurro al lupo d'oro rampante, linguato di rosso, nel 3° d'oro al libro aperto con A e Ω di rosso, su campo di verde. Lo scudo, accollato a una croce arcivescovile (privilegio della sede novarese) astile d'oro, posta in palo, è timbrato da un cappello con cordoni e nappe di verde. Le nappe, in numero di dodici, sono disposte sei per parte, in tre ordini di 1, 2, 3. Sotto lo scudo, nella lista svolazzante d'argento, il motto in lettere maiuscole di nero: LOQUAMUR DOMINUM IESUM. |

## Opere principali
- La cristologia di Schillebeeckx. La singolarità di Gesù come problema di ermeneutica teologica, Pubblicazioni del Pontificio Seminario Lombardo in Roma n. 30, Morcelliana, Brescia 1989.
- Cristo Pasqua del cristiano (con Ernesto Combi), Paoline, Cinisello Balsamo 1991.
- L'uomo nella luce della fede cristiana, in AA.VV., Un invito alla teologia, Glossa, Milano 1998. ISBN 88-7105-092-4.
- Il Crocifisso Risorto. Risurrezione di Gesù e fede dei discepoli, Biblioteca di Teologia Contemporanea n. 99, Queriniana, Brescia 1998.
- Esercizi di cristianesimo, Sestante n. 14, Vita e Pensiero, Milano 2000.
- Alla ricerca di Gesù. «Patì sotto Ponzio Pilato, fu crocifisso, morì e fu sepolto; discese agli inferi; il terzo giorno risuscitò da morte», Il Simbolo Apostolico n. 5, San Paolo, Cinisello Balsamo 2001.
- Edward Schillebeeckx, Novecento Teologico n. 5, Morcelliana, Brescia 2001.
- Il neotomismo tra restaurazione e rinnovamento, in Storia della teologia. IV. Età moderna, a cura di Giuseppe Angelini, Giuseppe Colombo, Marco Vergottini, Piemme, Casale Monferrato 2001, 399-490.
- La redenzione nella morte di Gesù. In dialogo con Franco Giulio Brambilla, a cura di Giuseppe Manca, San Paolo, Cinisello Balsamo 2001.
- La parrocchia oggi e domani, Cittadella, Assisi 2003.
- Chi è Gesù? Alla ricerca del volto, Spiritualità biblica, Qiqajon, Magnano 2004.
- Antropologia teologica, Nuovo corso di teologia sistematica n. 12, Queriniana, Brescia 2005.
- Cinque dialoghi su matrimonio e famiglia, Contemplatio n. 23, Glossa, Milano 2005.
- Tempo della festa e giorno del Signore, Dimensioni dello Spirito n. 242, San Paolo, Cinisello Balsamo 2012.
- Adamo, dove sei? Sulla traccia dell'umano, Cittadella, Assisi 2015.
- Liber pastoralis, Giornale di Teologia n. 395, Queriniana, Brescia 2017.